# Berg- und Hüttenwerksgesellschaft Ost
Die Berg- und Hüttenwerksgesellschaft Ost m.b.H. (BHO) war eine auf einen Erlass von Hermann Göring hin am 20. August 1941 gegründete Monopolgesellschaft im Besitz des Deutschen Reiches. Diese Gesellschaft erhielt das Monopol zum Betrieb unternehmerischer Tätigkeiten auf dem Gebiet der Kohlen- und Eisenwirtschaft in allen von der Wehrmacht eroberten Gebieten der Sowjetunion. Sämtliche auf dem Gebiet der Sowjetunion erbeuteten Betriebe der Montanindustrie gingen in den Besitz dieser reichseigenen Gesellschaft über.

## Geschichte
Gemäß dem Gesellschaftsvertrag hatte die Gesellschaft als Geschäftszweck: „die Gewinnung, Aufbereitung, Bearbeitung, Verarbeitung, Verwertung und Verteilung von Kohle, von Erzen, die zur Eisen- und Stahlerzeugung erforderlich sind, von Eisen und von Erzeugnissen der Eisenverarbeitung sowie der Absatz der dabei anfallenden Erzeugnisse und Nebenprodukte genannt. Die Gesellschaft hatte das ausschließliche Recht, die in den besetzten Gebieten der Sowjetunion vorhandenen Werksanlagen des Kohle- und Erzbergbaues, der eisenschaffenden Industrie, der Gießereiindustrie und die damit unmittelbar zusammenhängenden Werksanlagen der eisenverarbeitenden Industrie zu betreiben und zu nutzen, und war zu allen Maßnahmen und Rechtsgeschäften berechtigt, die der Förderung des Gesellschaftszweckes dienten. Sie ist insbesondere dazu ermächtigt, von ihr verwaltete Betriebe oder Betriebsteile stillzulegen oder zu schließen, sie zu verpachten oder durch Weitergabe an andere Unternehmen zu verwerten.“
Die Gesellschaft wurde mit einem Stammkapital von 60 000 Reichsmark (RM) gegründet. Ziel war es gemäß Gesellschaftervertrag, die Gesellschaft nach Erfüllung des Geschäftszwecks, d.H. der Weitergabe aller erbeuteten Betriebe an andere Staatliche oder Private Unternehmen, am 31. Dezember 1944 wieder aufzulösen. Finanziert wurde die BHO zunächst von kurzfristigen Krediten der Preußischen Staatsbank und der Dresdner Bank, danach von einem Bankenkonsortium, welches einen Kredit von 100 Millionen Reichsmark bereitstellte. 25 % der Summe stellte die Deutsche Bank bereit.
Auf Betreiben Hermann Görings wurde der Generaldirektor der Reichswerke Hermann Göring Paul Pleiger zum Direktor der neuen Gesellschaft ernannt. Die Gesellschaft spielte ab Mai 1942 eine wesentliche Rolle im Iwan-Programm zur Nutzung der sowjetischen Schwerindustrie für die rüstungswirtschaftliche Zwecke der deutschen Wehrmacht.

## Gruppe Tengelmann
Bei der Wirtschaftsinspektion Süd bildete der „Sonderbeauftragte für Bergbau der Wirtschaftsinspektion Süd“ Walter Tengelmann (Vorstandsvorsitzender der Essener Steinkohlenbergwerke AG) die „Gruppe Tengelmann“ (auch: „Kommando Tengelmann“). Diese militärische Einheit folgte 1941 und 1942 der kämpfenden Truppe beim Eindringen in das Dnepr-Donez-Gebiet auf dem Fuße und nahm vor allen anderen Interessenten die erbeutete sowjetische Montanindustrie in Augenschein und leistete für die BHO und die deutschen Konzerne Vorerkundung und Vorarbeit. Ende 1941 bestand sie aus:
- 45 Akademikern aus dem Bergbau
- 2 Akademikern aus dem Hüttenwesen
- 3 Akademiker aus dem Maschinenbau
- 14 Technikern (Maschinenbauschule bzw. Technische Lehranstalt)
- 50 Bergleuten (Steigerklasse)
- 24 Bergleuten (Oberklasse)

Im Januar 1942 wurde sie in das „Technische Bataillon 26 (mot) Bergbau“ (TB 26) umgebildet. Die fachlichen Weisungen erhielt sie über eine eigene Verbindungsstelle zur BHO. Angegliedert war ein Arbeitsstab der BHO dem Tengelmann und 3 weitere Experten angehörten.